# الهبيكة عكود
الهبيكة عكود هي قرية سوادنية بولاية الجزيرة، تقع في محلية شرق الجزيرة ، على بعد 9 كيلومترات جنوب مدينة رفاعة . وتشتهر بالزراعة التي يمتهنها معظم السكان والأهالي وهجراتهم الواسعة خاصةً دول الخليج العربي . ويولي الأهالي اهتمام خاص بالتعليم والمعرفة كما يشتهر سكانها بمعرفتهم الواسعة بأخبار كرة القدم وتشجيعهم الحار لها خاصة قطبي الكرة السودانية الهلال والمريخ. كما يهتم الأهالي بالأواصر الاجتماعية وتنميتها من خلال تبادل الزيارات وتنمية هذه العادة في النشئ والقاطنين الجدد.تقع غابة سنط بقرية الهبيكة عكود، وتتميز بالخضرة والمناظر والطبيعة المبهرة وأيضا ولد بهذه القرية الشيخ الشهير صديق أحمد حمدون .

## إعلام
- صديق أحمد حمدون.

ولد الشيخ صديق أحمد حمدون في قرية الهبيكة عكود بالقرب من مدينة رفاعة عام 1925، وهو من أعلام مقرئ القرآن الكريم في العالم.الإسلامي.

## تسمية
يرجع تسميت القرية باسم الهبيكة عكود لأنها تقع علي منخفض صغير.

## معالم
تقع غابة سنط بقرية الهبيكة عكود، تتميز بالخضرة والمناظر الطبيعية المبهرة.